# Episodi di Le Bureau - Sotto copertura (quarta stagione)
La quarta stagione della serie televisiva Le Bureau - Sotto copertura è andata in onda in Francia dal 22 ottobre 2018 su Canal+ e in Italia dal 30 novembre 2018 su Sky Atlantic.
| nº | Titolo originale | Titolo italiano      | Prima TV Francia | Prima TV Italia  |
| -- | ---------------- | -------------------- | ---------------- | ---------------- |
| 1  | Épisode 1        | Aiutami a tornare    | 22 ottobre 2018  | 30 novembre 2018 |
| 2  | Épisode 2        | Il lupo nell'ovile   | 22 ottobre 2018  | 30 novembre 2018 |
| 3  | Épisode 3        | Bug                  | 29 ottobre 2018  |                  |
| 4  | Épisode 4        | Caccia al mediatore  | 29 ottobre 2018  |                  |
| 5  | Épisode 5        | Una carta vincente   | 5 novembre 2018  | 15 dicembre 2018 |
| 6  | Épisode 6        | Le lacrime di Raqqa  | 5 novembre 2018  | 15 dicembre 2018 |
| 7  | Épisode 7        | Un altro nome        | 12 novembre 2018 |                  |
| 8  | Épisode 8        | L'obiettivo primario | 12 novembre 2018 |                  |
| 9  | Épisode 9        | In mezzo agli orsi   | 19 novembre 2018 |                  |
| 10 | Épisode 10       | Perdonami            | 19 novembre 2018 |                  |

## Aiutami a tornare
- Titolo originale: Épisode 1
- Diretto da: Pascale Ferran
- Scritto da: Éric Rochant, Cécile Ducrocq, Camille de Castelnau, Claire Lemarechal & Dominique Baumard

### Trama
Malotru ha trovato rifugio in Russia, dove si arrabatta come tuttofare in un albergo, forte del fatto che il Bureau non riuscirà a farlo estradare da lì. Marie-Jeanne, diventata nel frattempo direttrice del Bureau a tutti gli effetti, sta cercando di sviluppare uno stile di comando che non si discosti troppo da quello del suo predecessore Duflot, pur volendo lasciare la sua impronta. Il suo ufficio è però finito nel mirino della Sicurezza interna, il cui nuovo direttore JJA ha deciso di aprire un'indagine sulla gestione del caso Malotru, che ha provocato forte imbarazzo all'intero DGSE. L'agente incaricata da JJA di condurre l'inchiesta è Liz Bernstein, la quale potrà visionare ogni atto del Bureau, ad eccezione delle identità degli infiltrati. Il Bureau è intanto concentrato su Iode, una rete di jihadisti francesi stanziati in Turchia che stanno progettando azioni terroristiche contro la Francia. Jonas vola ad Alessandretta per interrogare uno di loro, catturato dai turchi, a proposito del capo di questa rete, Abu Amar. Il primo bersaglio, Amin Rafa detto Iode 1, è rintracciato a Gaziantep e ucciso dai soldati turchi.
Marina è in partenza per una nuova missione a Mosca, incaricata di sgominare gli hacker russi del Centro 21 e dell'Istituto Bulgakov. Il nuovo nome in codice di Marina è Rocambole, con Marie-Jeanne che le regala una spilla a forma di libellula perché nel campus di Mosca dovrà essere invisibile. La CIA è disponibile a fornire tutte le informazioni raccolte sugli hacker russi al Bureau, a condizione che i risultati dell'operazione di Rocambole siano condivisi. Inoltre, gli americani si apprestano a prendere Malotru e non vogliono che il Bureau interferisca nella sua cattura. Tuttavia, grazie all'intervento dei servizi segreti tedeschi che non hanno apprezzato l'essere usati dagli americani per i loro scopi, Malotru fugge alla cattura. JJA costringe Mag a rassegnare le dimissioni, essendo lui il famoso doppiogiochista che Cassidy scrisse sul foglietto di fronte a Malotru e Duflot. Non nascondendo la propria soddisfazione per il fallimento degli americani nel catturare Malotru, Mag mette Marie-Jeanne in guardia da JJA, le cui iniziali sono l'acronimo di James Jesus Angleton, un uomo paranoico alla costante ricerca dei doppiogiochisti. Non a caso, JJA vuole che Liz indaghi sulla fuga di notizie che ha permesso a Malotru di salvarsi.
Malotru continua a lasciare messaggi in segreteria a Duflot, senza sapere che il suo mentore è morto.

## Il lupo nell'ovile
- Titolo originale: Épisode 2
- Diretto da: Anna Novion
- Scritto da: Éric Rochant, Camille de Castelnau, Claire Lemarechal, Capucine Rochant & Vincent Mariette

### Trama
Malotru raggiunge la casa della moglie di Alexej, l'agente russo che gli ha salvato la vita in Siria, adempiendo così alla promessa che gli aveva fatto. Dopodiché si mette in contatto con il Bureau, utilizzando il codice di Duflot, per comunicare di essere sotto attacco da parte del controspionaggio russo. In effetti, la moglie di Alexej ha riferito la visita di Malotru all'FSB che ora vuole sapere se si trova in Russia in missione. Marina prende servizio all'Istituto Bulgakov, dove il collega Misha la avverte che le misure di sorveglianza sono piuttosto strette. L'agente sceglie di comunicare con il Bureau attraverso lo studio di una ginecologa. Liz chiede conto a Sisteron del suo passato con Esrin, volendo sapere per quale motivo avesse voluto cambiare referente dopo la morte di Duflot. Sisteron risponde di sentirsi in colpa per averla condotta a morire in battaglia. Sulle tracce di Iode 2, Jonas è talmente coinvolto nella missione dall'aver voluto andare sul campo a rischiare la propria vita. I superiori lo rimproverano, facendogli capire che non deve curiosare troppo e limitarsi esclusivamente ad abbattere i bersagli del network.
Marina si accorge che qualcuno ha hackerato il suo cellulare, cancellando alcune fotografie che la ragazza aveva scattato con alcuni colleghi del campus. Marie-Jeanne chiede a Sylvain e César, il nuovo giovane hacker del Bureau, di scovare chi sia l'intruso con cui ha a che fare Marina. Liz riconosce a Sisteron che è una persona molto empatica, qualità ma al tempo stesso punto debole su cui qualcuno può fare leva per ingannarlo. Il DGSE prende la decisione di abbandonare Malotru al suo destino, sostenendo che se avesse davvero voluto il loro aiuto li avrebbe contattati direttamente. Benché le fosse stato ordinato di smembrare l'unità di crisi per Malotru, Marie-Jeanne decide di tenere aperta la "linea del pianto", il sistema che Duflot aveva approntato per comunicare con gli infiltrati, lo stesso di cui si è servito Malotru.
Mikhaïl Karlov, ufficiale superiore dell'FSB, capisce che Malotru sta volutamente attirando la loro attenzione e ordina il suo arresto.

## Bug
- Titolo originale: Épisode 3
- Diretto da: Antoine Chevrollier
- Scritto da: Éric Rochant, Camille de Castelnau, Claire Lemarechal, Capucine Rochant & Gaëlle Bellan

### Trama
Malotru è rinchiuso in prigione, dove viene etichettato come pedofilo ed è costretto a stare nascosto sotto la branda per evitare di essere pestato. I poliziotti si erano comunque premurati di chiedere ai prigionieri di non ucciderlo, trattandosi di un detenuto particolarmente importante. La rete dell'Istituto Bulgakov è stata attaccata dal cellulare di Marina. Nonostante Misha abbia ripulito tutti i dispositivi di Marina, il Bureau è riuscito a identificare il virus come Deus, essendo comparsa la scritta latina Veni, vidi, vici. Iode 2 è stato arrestato a Najaf, in Iraq, e Jonas si reca sul posto per interrogarlo. Dapprima l'uomo si finge terrorizzato, poi tenta di colpire Jonas con una penna. Parlando nuovamente con Iode 2, Jonas scopre che Abu Amar è ancora vivo, tanto che si fa chiamare Montana, e riceve denaro dall'Europa attraverso una ong francese.
Malotru è rimesso in libertà, ma Karlov vuole sapere le ragioni del suo peregrinare lontano dalla Francia. Malotru gli racconta di Nadim El Bachir, agente siriano che i russi credevano morto e invece si trova detenuto dal Bureau francese. La strategia di Malotru è indurre l'FSB a negoziare con il Bureau, affinché un giorno possa tornare a casa senza essere incriminato per diserzione. Grazie a Samara, una ragazza che aveva conosciuto prima di finire in carcere, Malotru trova un appartamento a buon prezzo in cui stare. Marie-Jeanne non vede di buon occhio l'intesa che si è creata tra Sisteron e Liz, soprattutto perché la collega di JJA gli ha messo in testa che la decisione di Marie-Jeanne di mandarlo in Libano a interrogare Malotru fosse un escamotage per farlo fuggire. Misha invita Marina a bere qualcosa, facendole capire di essere dalla parte dell'oppositore Naval'nyj. Rientrata nel suo appartamento al campus, Marina è aggredita da un uomo mascherato che la costringe a dargli i suoi device.
Marie-Jeanne chiarisce con JJA che non intende tollerare ulteriori tentativi da parte di Liz di mettere zizzania nel suo ufficio. Per tutta risposta, JJA la invita a dimettersi prima che sia troppo tardi, dicendosi certo che il ritorno di Malotru dalla Siria abbia completamente destabilizzato il Bureau.

## Caccia al mediatore
- Titolo originale: Épisode 4
- Diretto da: Anna Novion
- Scritto da: Éric Rochant, Quoc Dang Tran, Dominique Baumard & Alexandre Smia

### Trama
Rinfrancata da un colloquio avuto con Mag, adesso felicemente impiegato nel settore privato, Marie-Jeanne trova gli stimoli per resistere alla pressione psicologica esercitata da JJA. Karlov chiede a Malotru di fornirgli informazioni su Nadia, essendo interesse dell'FSB reclutarla. Malotru si sta innamorando di Samara, baciandola dopo una cena. Benché fosse stata minacciata di non farlo, Marina denuncia il furto di cui è stata vittima alla polizia. Jonas incarica Safia, giovane analista dell'ufficio Egitto, di interrogare la signora Belkebir, madre di un membro del network Iode, la quale prestava servizio nella ong che foraggia i jihadisti.
Il capo della sicurezza dell'Istituto Bulgakov vuole assicurarsi che Marina non faccia parola di quanto le è accaduto con nessuno. Misha le mostra un software che permette di identificare le persone in una stanza, riconoscendo un tale di nome Garry Antonov. Costui è uno psicosociologo che conduce studi sul ruolo in politica degli indecisi, i cosiddetti switcher, che determinano i risultati delle elezioni. César riferisce a Marie-Jeanne che il Centro 21 si sta avvalendo della collaborazione di Antonov per sviluppare un programma che consenta di mappare le intenzioni di voto dei cittadini. Safia si presenta alla ong per trasferire denaro a un cugino di nome Waid che si trova in Siria, un modo per raggiungere il mediatore dell'organizzazione. Karlov ha scoperto della relazione che Malotru ha avuto con Nadia, ordinandogli di reclutarla e minacciando gravi conseguenze se lo imbroglierà ancora.
Malotru lascia un nuovo messaggio nella segreteria telefonica di Duflot, chiedendogli se è intenzione del Bureau mandarlo all'inferno. Marie-Jeanne decide di telefonargli, comunicandogli che ora è lei la direttrice e che Duflot è morto nella missione che ha portato alla sua liberazione. Marie-Jeanne suggerisce a Malotru di vendere ai russi Sylvain Ellenstein.

## Una carta vincente
- Titolo originale: Épisode 5
- Diretto da: Antoine Chevrollier
- Scritto da: Éric Rochant, Raphaël Chevènement, Dominique Baumard, Alexandre Smia & Anne Costa de Beauregard

### Trama
Il Bureau conduce l'attacco informatico al server Deus, scoprendo che il programma di spionaggio russo è in fase avanzata. Malotru è ricondotto in carcere, dove Karlov minaccia di rispedirlo nuovamente in cella se non fornirà informazioni utili. Malotru vende Sylvain come l'uomo del Bureau che potrebbe passare dalla loro parte, facendo leva sulla sua insoddisfazione per non essere adeguatamente considerato nonostante l'importante lavoro svolto. Marie-Jeanne espone il piano riguardante Sylvain ai superiori, ma JJA è restio a coinvolgere un secondo agente oltre Malotru. Marina è in partenza per la Francia, dove si fermerà una settimana, e Misha le chiede di restituire il badge, facendole capire di provare qualcosa per lei. Questo fatto preoccupa Sisteron, avendo provato sulla propria pella cosa significa mischiare sentimenti e lavoro. Marie-Jeanne ha convinto la direzione a interrompere l'indagine di Liz, dovendo il Bureau concentrarsi sull'importante operazione in Russia. Jonas partecipa a un raid militare a Mosul, il cui obiettivo è trovare un percorso per raggiungere il famigerato mediatore della ong.
Karlov chiede spiegazioni a Malotru del perché non risulti nessun Sylvain Ellenstein. Durante una pausa della deposizione, Malotru racconta all'altra donna presente nella stanza di aver lavorato, prima di essere arruolato come agente, alla difesa del Bureau. La donna, un alto funzionario dell'intelligence russa, spiega a Malotru che i dubbi di Karlov sono dovuti al fatto che Sylvain ha venticinque anni, un'età che nel settore degli hacker è considerata alta per poter essere utile. Malotru replica che Sylvain è un grande talento, rivelando che è affetto dalla sindrome di Asperger. Intanto, al Bureau Sisteron e Sylvain convincono César a partire in missione per il Centro 21, assumendo l'identità di Sylvain Ellenstein. Jonas e i soldati riescono a raggiungere il mediatore, rimasto ferito dopo l'uccisione dei soldati che lo proteggevano. L'uomo riferisce che Abu Amar si trova a Raqqa.
Marina finisce a letto con Misha, un modo per arrivare a un importante ingegnere dell'intelligenza artificiale.

## Le lacrime di Raqqa
- Titolo originale: Épisode 6
- Diretto da: Laïla Marrakchi
- Scritto da: Éric Rochant, Capucine Rochant, Dominique Baumard & Alexandre Smia

### Trama
César viene preparato alla copertura che dovrà sostenere per la missione. Malotru prova a mettersi in contatto con Sylvain, davanti a Karlov, ricevendo un diniego e la richiesta di richiamarlo tra un'ora. A rispondergli allora è César che, recitando la parte di Sylvain, si mostra restio nell'accettare l'ingaggio da parte dell'FSB. Conclusa la telefonata, Malotru dice a Karlov che è comunque un buon segno il fatto che Sylvain sia tornato alla direzione tecnica perché fa presagire la sua insoddisfazione verso il Bureau. Karlov si reca nel negozio dove lavora Samara, costringendola a fargli avere ogni possibile informazione sul conto di Malotru, con la minaccia in caso contrario di accusarla di complicità in terrorismo. Jonas e il suo gruppo di combattenti avanzano a Raqqa, guidati dal comandante Klara che è stata prigioniera dell'Isis. Karla muore per le ferite riportate dopo l'attacco di un drone kamikaze.
Samara sussurra a Malotru di essere stata avvicinata da Karlov, affermando di non aver voluto sapere nulla del suo passato perché non le importava, chiedendogli soltanto di non portare scompiglio nella sua vita. Non potendo offrirle assicurazioni su questo punto, Malotru le chiede di interrompere la loro frequentazione. Sisteron e Daisy danno parere negativo su César, non reputandolo pronto per la missione. Marie-Jeanne replica che quando verrà il momento César sarà buttato nella mischia. Malotru rifiuta di telefonare a César/Sylvain, spiegando a Karlov di non aver gradito la sua intrusione con Samara. Non potendo però tollerare l'idea di finire ancora in prigione, alla fine Malotru accetta di fare la telefonata. Malotru riaggancia, convinto che César richiamerà perché allettato dalla sua proposta di lavoro in un gruppo che si occupa di intelligenza artificiale, fatto che puntualmente si verifica. Quando assiste alla deportazione di jihadisti europei, Jonas capisce che la strategia del comando era distrarlo dalle loro vere intenzioni facendolo girare con l'esercito femminile.
César confida a Sisteron di avere paura, nonostante questo accetta di partire per la missione. Daisy si vede costretta a parlare di una certa faccenda con JJA.

## Un altro nome
- Titolo originale: Épisode 7
- Diretto da: Antoine Chevrollier
- Scritto da: Éric Rochant, Joëlle Touma & Dominique Baumard

### Trama
César raggiunge Malotru a Mosca, osservati da Karlov e i suoi collaboratori che riscontrano come appaiano troppo poco a proprio agio per definirsi dei colleghi di lungo corso. Dopo aver visionato i filmati della preparazione di César alla missione, JJA muove un'obiezione sul fatto che il ragazzo non sia stato preparato a leggere la musica, abilità che Sylvain vantava di avere. Per questa ragione Marie-Jeanne vuole che César sia immediatamente preparato in vista del primo incontro al Centro 21. Jonas è a Damasco per l'identificazione del cadavere di Iode 3. Quando arriva al luogo in cui sono tenuti i corpi dei guerriglieri, Jonas non riesce a trovarlo.
Malotru organizza un finto colloquio di lavoro tra César e Karlov, il quale gli dice che per prima cosa dovrà sottoporsi alla macchina della verità. César e Malotru vengono poi interrogati simultaneamente sulla copertura di Malotru. Come ultima cosa, Karlov chiede a César di suonare il pianoforte, così da dimostrare di essere davvero appassionato alla musica. César dissimula, dicendo di non essere più capace di suonare il pianoforte perché lo faceva da bambino, tuttavia è in grado di scrivere la musica. Allora Karlov gli chiede di scrivere la sinfonia n. 7 di Šostakovič, partitura che il giovane aveva ripassato proprio quella mattina. Non appena lascia l'edificio, il cellulare di César segnala ripetuti tentativi d'intrusione da parte dell'autista che lo sta accompagnando a casa. Quando César dice di essere in grado di rispondere con più forza a questi attacchi, l'autista si gira e dice di essere l'ingegnere Igor, lieto di lavorare con lui.
Malotru rivela a Samara di essere un ex agente del DGSE e del perché si trova in Russia, affermando che Nadia per lui è ormai acqua passata. Ammettendo che ha una vita divertente, Samara accetta di tornare a frequentarsi.

## L'obiettivo primario
- Titolo originale: Épisode 8
- Diretto da: Pascale Ferran
- Scritto da: Éric Rochant & Olivier Dujols

### Trama
Un flashback mostra il giorno in cui al Bureau si festeggiava la partenza in missione di Malotru per la Siria. Duflot gli regalò un libro, lasciando all'interno il suo numero di telefono per contattarlo in caso di necessità. Riaccompagnando una Marie-Jeanne brilla a casa, Malotru fu testato da lei nel respingere un flirt sessuale e fallì il test, facendole pensare che non fosse pronto per la missione. Tuttavia, Duflot decise di far partire ugualmente Malotru, generando la scia di eventi che nel giro di pochi anni avrebbero condotto lo stesso Duflot alla morte e il Bureau sul punto di esplodere.
Nel presente JJA fa pervenire ai dipendenti del Bureau un questionario di valutazione riguardante Marie-Jeanne e la sua capacità di direzione dell'ufficio. Inoltre, la D-SEC ha avviato una procedura di verifica di tutte le coperture in corso presso la direzione tecnica. Rientrato dalla Russia, César riferisce di sentirsi a disagio e Marie-Jeanne, pur comprendendo quelle che sono reazioni normali alla sua prima esperienza sul campo, vuole una risposta in tempi brevi circa il suo ritorno a Mosca in pianta stabile. Marina comunica di aver iniziato una relazione con Misha, assicurando che ciò non sta minimamente intaccando la sua missione. Andati a Charkiv per motivi di lavoro, Misha ha ricevuto un'allettante proposta dal dipartimento informatico delle Nazioni Unite, un incarico che gli permetterebbe di lottare al fianco di chi si oppone a regimi autocratici come quello del suo Paese. Qualora dovesse davvero lasciare il Centro 21, Misha vorrebbe installare una backdoor come ultimo gesto di ribellione e Marina gli dà il suo appoggio. Sisteron va a letto con Liz, la quale gli assicura che JJA non è affatto quel personaggio paranoico dipinto da molti, bensì un funzionario il cui unico interesse è far funzionare al meglio il DGSE.
Il questionario su di lei mette in crisi Marie-Jeanne, inducendola a pensare che probabilmente è meglio farsi da parte come le aveva suggerito JJA. Dopo aver visto che molti colleghi la stimano comunque, la donna decide di affrontare a testa alta la riunione indetta da JJA per defenestrarla. Come da copione, JJA mette alla berlina la sua gestione del Bureau e quella che definisce "isteria collettiva" di voler salvare a tutti i costi Malotru. Marie-Jeanne replica annunciando l'accordo raggiunto con Malotru. Marie-Jeanne incassa la fiducia dei superiori, ricevendo il mandato di operare affinché Malotru rientri in patria, a condizione però che César parta in missione. A Mosca, l'FSB identifica Mag come l'agente del DGSE che ha operato per anni in Russia. Ora Karlov vuole che Malotru identifichi tra i cittadini francesi che vivono in Russia quelli che sono agenti. Malotru identifica Julien Breysse, visto la prima volta durante la sua missione in Siria, e Marina, poiché durante il loro incontro César gli aveva riferito che si trattava di una missione AP, ovverosia in cui, se necessario, vanno sacrificati altri agenti.
Misha e Marina stanno ritornando da Charkiv, ignari del fatto che agenti dell'FSB li stanno aspettando alla frontiera russo-ucraina.

## In mezzo agli orsi
- Titolo originale: Épisode 9
- Diretto da: Pascale Ferran
- Scritto da: Éric Rochant, Dominique Baumard & Olivier Dujols

### Trama
Malotru ha informato il Bureau che Marina e Misha sono in pericolo. Marina riceve un messaggio che la invita a fermarsi alla prossima pompa di benzina, dove è raggiunta da Sisteron che le espone la situazione. Marina dovrebbe arrivare alla frontiera e farsi arrestare, così da agevolare la missione che il Bureau ritiene prioritaria. Marina decide di raccontare a Misha che lavora per il governo francese e rischia di essere arrestata, senza menzionare i veri motivi che dovrebbero comportare il suo arresto. Marina scende dalla macchina e si incammina da sola verso la frontiera, invitando Misha a lasciarla andare per evitare di essere coinvolto in questa storia. Misha non è dello stesso avviso, convincendola a fare dietrofront e proseguire insieme fino alla frontiera, dove entrambi sono tratti in arresto dall'FSB. In questo modo Malotru riceve il via libera per lasciare la Russia, ma Samara non accetta la sua proposta di seguirlo in Francia.
Il Bureau sistema Malotru in un appartamento. La notte viene svegliato da JJA che gli preannuncia l'inizio immediato di un round di colloqui con i vari uffici del Bureau, tutti quanti interessati alle informazioni che ha condiviso in missione. JJA vuole sapere come mai i russi lo hanno lasciato andare, preannunciandogli che la sua detenzione sarà molto lunga e non gli sarà fatta la minima concessione. Il primo a intervistare Malotru è Jonas per l'ufficio Siria che gli chiede di Iode 3, riconosciuto da Malotru come uno dei luogotenenti dell'Isis quando era prigioniero. A Mosca, Marina rifiuta di rispondere alle domande di Karlov sulla sua missione e viene minacciata, facendo leva sull'alleanza di questo Paese con la Russia, di essere rispedita in Iran. Gli americani trattano la liberazione di Marina per conto del Bureau, accordandosi per uno scambio tra la ragazza e un gruppo di agenti russi detenuti in Ucraina. JJA non intende avallare l'operazione in una zona pericolosa per gli uomini della DGSE, proponendo di spedirci Malotru perché tanto è un agente compromesso.
Grazie all'intelligenza artificiale, Jonas localizza Iode 3 in Tunisia. Mentre è appostato, Jonas ignora gli avvertimenti di un bambino a proposito della gomma bucata e viene sorpreso da Iode 3 che minaccia di farlo saltare in aria. Fortunatamente, i soldati iraniani hanno iniettato del gas paralizzante dentro il veicolo, evitando che Iode 3 potesse azionare il congegno esplosivo. JJA espone il suo piano al direttore del DGSE. Essendo impossibile arrestare Malotru senza rivelare pubblicamente tutto quello che è successo, ma anche lasciarlo andare liberamente impunito, l'unica soluzione praticabile è lasciare che muoia nella missione di recupero di Marina.

## Perdonami
- Titolo originale: Épisode 10
- Diretto da: Pascale Ferran
- Scritto da: Éric Rochant & Olivier Dujols

### Trama
Malotru si trova in Ucraina, vivendo con preoccupazione l'approssimarsi dello scambio tra i prigionieri russi e Marina, consapevole che JJA lo sta usando come vittima sacrificale per gli interessi del Bureau. Mentre sono a bordo del mezzo che li sta portando in aeroporto, Malotru confida a Marina di stare attenta perché i loro accompagnatori stanno parlando in russo, segnale che qualcosa non va, quindi le chiede di usare il farsi per trasmettere a Sisteron il messaggio di pericolo. Con la scusa della presenza di milizie pro-russe, la macchina cambia percorso e Malotru ha la certezza che entrambi stanno per essere venduti a qualche fazione separatista. Il destino di Iode 3 è segnato, andrà in prigione, ma Jonas gli offre la possibilità di non svelare pubblicamente la sua vigliaccheria in cambio di informazioni che aiutino a sventare il prossimo attentato.
Durante una sosta, Marina chiede spiegazioni a Malotru sul perché non abbia esitato a sacrificarla prima in Iran e poi in quest'ultima missione. Malotru le confessa che in ogni caso il suo destino è ormai segnato, visto che finirà nelle grinfie o del Bureau o di qualche gruppo separatista. Gli uomini della scorta comunicano che sono pronti a ripartire, tuttavia sempre per ragioni di sicurezza andranno su macchine separate. Marina non vuole separarsi da Malotru, il quale la invita ad andarsene perché sa benissimo di essere diventato un prigioniero. Marina raggiunge Sisteron che rimprovera il capo della scorta per averla separata da Malotru. Marina accusa Sisteron e il Bureau di sapere cosa sarebbe accaduto. Malotru avverte un malessere dopo aver bevuto una tazza di tè avvelenato. Americani e ucraini hanno chiuso un accordo per far scomparire Malotru e JJA intende abbandonarlo al suo destino, con l'appoggio del direttore del DGSE che non vuole ordinare di fermare la missione e creare un precedente. Il lavoro di Jonas porta i risultati sperati, permettendo di sgominare la cellula terroristica Iode attiva nella regione parigina. César è  arrivato a Mosca per lavorare al Centro 21.
Mentre la stalla in cui è riverso a terra prende fuoco, Malotru immagina di essere tornato a lavorare al Bureau e la sera cenare con Prune al ristorante, venendo raggiunti da Nadia.